# Dickon Hinchliffe
Dickon Hinchliffe (* 9. Juli 1967) ist ein britischer Musiker und Filmkomponist.
Dickon Hinchliffe war von Beginn 1991 bis 2006 Gitarrist und Violinist bei der Band Tindersticks. Für den Film  Nénette et Boni engagierte die Regisseurin Claire Denis seinerzeit die Tindersticks für den Soundtrack. Hier konnte sich Hinchliffe erstmals als Filmkomponist einbringen. Mit Vendredi soir hatte er 2002 seine Premiere als Solo-Filmkomponist.

## Filmografie (Auswahl)
- 1996: Nénette et Boni
- 2001: Trouble Every Day
- 2002: Vendredi soir
- 2005: Mord im Pfarrhaus (Keeping Mum)
- 2007: Married Life
- 2008: Liebe auf den zweiten Blick (Last Chance Harvey)
- 2009: Yorkshire Killer (Red Riding, Fernsehdreiteiler)
- 2010: Winter’s Bone
- 2011: Rampart – Cop außer Kontrolle (Rampart)
- 2011: Texas Killing Fields – Schreiendes Land (Texas Killing Fields)
- 2012: Shadow Dancer
- 2012: Um jeden Preis – At Any Price (At Any Price)
- 2013: No Turning Back (Locke)
- 2013: Auge um Auge (Out of the Furnace)
- 2014: The Reach: In der Schusslinie (Beyond the Reach)
- 2015: Es ist kompliziert..! (Man Up)
- 2016: Little Men
- 2018: Yardie
- 2018: Leave No Trace
- 2018: Ben is Back
- 2019: Frankie
- 2020: Die Misswahl – Der Beginn einer Revolution (Misbehaviour)
- 2021: Frau im Dunkeln (The Lost Daughter)
- 2022: Father Stu
- 2023: Wann wird es endlich wieder so, wie es nie war
- 2023: Firebrand
- 2023: Daddio – Eine Nacht in New York (Daddio)